# Refah Partisi
Die Refah Partisi (deutsch etwa „Wohlfahrtspartei“, RP) war eine der Milli-Görüş-Bewegung zugehörige islamistische türkische Partei, die am 19. Juli 1983 als Nachfolgepartei der nach dem Militärputsch von 1980 verbotenen Millî Selamet Partisi gegründet und 1998 verboten wurde. Die Partei bildete zusammen mit der Doğru Yol Partisi 1996/97 die türkische Regierung. Als Nachfolgerin wurde die Fazilet Partisi gegründet.

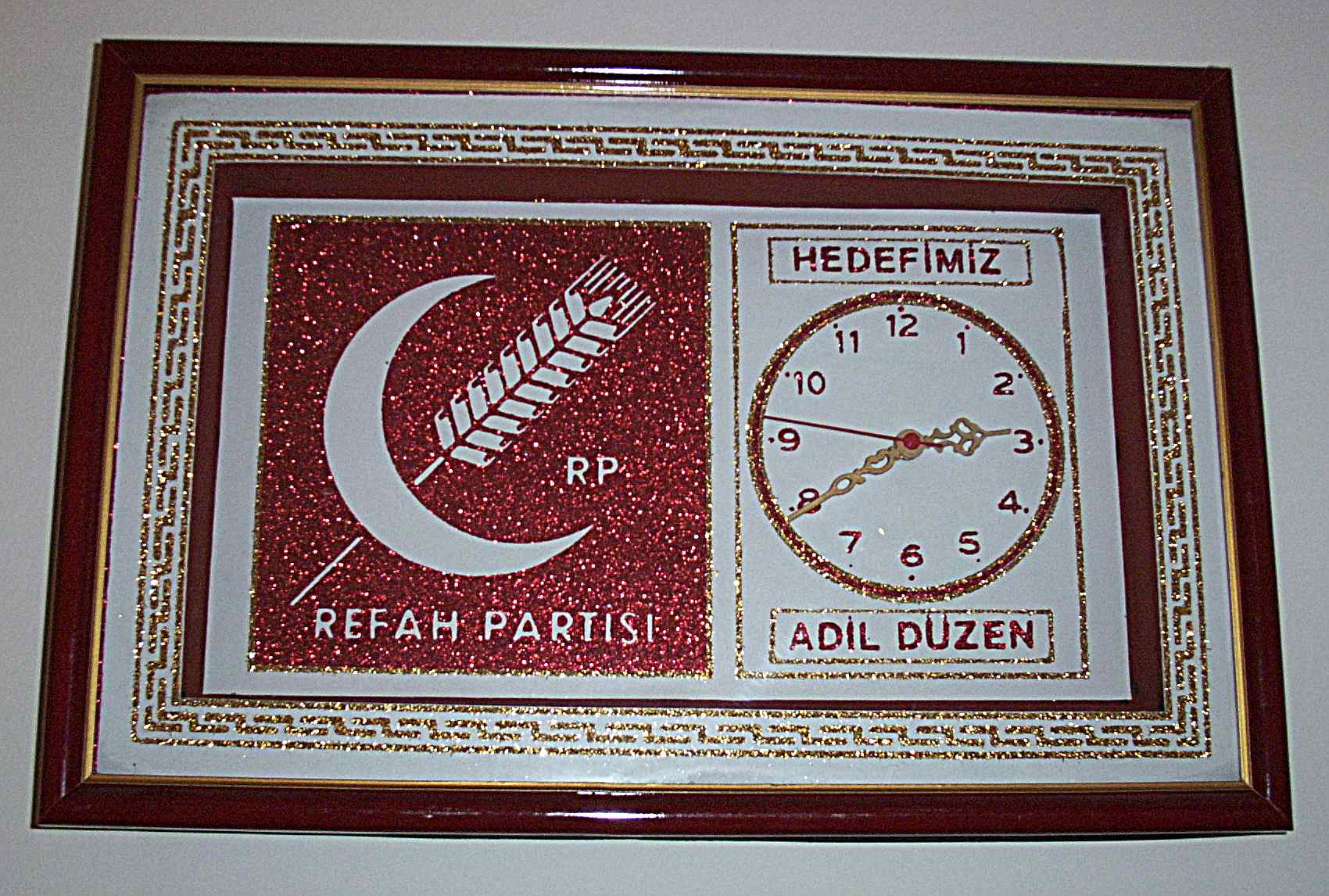
Uhr der Wohlfahrtspartei mit der Aufschrift „Gerechtigkeit ist unser Ziel“

Vorsitzende der Partei waren nacheinander Ali Türkmen, Ahmet Tekdal und Necmettin Erbakan, der 1996/97 auch Ministerpräsident der Türkei war. Der heutige türkische Präsident Recep Tayyip Erdoğan war ab 1984 stellvertretender Vorsitzender der Partei.

## Regierungszeit
Zunächst war sie auf kommunaler Ebene in den Provinzen Konya, Şanlıurfa, Van, Kahramanmaraş und Sivas erfolgreich. Bei den Parlamentswahlen 1991 erreichte ein Wahlbündnis aus RP, MÇP und IDP 16,88 % der Stimmen bzw. 62 Sitze, von denen letztendlich 38 von RP-Abgeordneten eingenommen wurden. Bei der Kommunalwahl 1994 in Istanbul konnte die Partei vom zuvor aufgedeckten ISKI-Korruptionsskandal profitieren und ihr stellvertretender Vorsitzender Recep Tayyip Erdoğan wurde überraschend mit 25 % der Stimmen zum Oberbürgermeister gewählt.
Bei den Wahlen vom 24. Dezember 1995 gewann die Wohlfahrtspartei mit 21,4 % der Stimmen die Wahlen, doch weder mit der Anavatan Partisi von Mesut Yılmaz noch mit der Doğru Yol Partisi von Tansu Çiller kam es zunächst zu einer Einigung über die Gründung einer Koalitionsregierung. Präsident Süleyman Demirel beauftragte nun Yılmaz mit der Gründung der Regierung. Erst am 6. März 1996 konnte schließlich eine Regierung gegründet werden. Es kam zur kurzlebigen Koalition zwischen der Mutterlandspartei und der Partei des Rechten Weges (die Anayol-Regierung). Nach Auflösung dieser Koalition bekam erneut Erbakan den Auftrag zur Regierungsbildung. Am 28. Juni 1996 kam es zur Koalitionsregierung mit der Partei des Rechten Weges (die Refahyol-Regierung, die 54. Regierung der Türkei). In der Folgezeit kam es im Land verstärkt zu Laizismus-Debatten, die zu den Entscheidungen des Nationalen Sicherheitsrats vom 28. Februar 1997 führten. Zu diesen Entscheidungen führte die Untersuchung eines Berichts des türkischen Geheimdienstes über „fundamentalistische Aktivitäten im Land“. Nach den Entscheidungen vom 28. Februar (auf die in der türkischen Literatur auch als „postmoderner Putsch“ verwiesen wird) wurde die Wohlfahrtspartei verstärkt unter Druck gesetzt. Als Versuch zum Erhalt der Regierung sollte es zum zwischen Erbakan und Çiller abgemachten Tausch der Ämter kommen: Çiller sollte Ministerpräsidentin werden, aber ihre Regierung wieder mit Erbakan gründen. Erbakan reichte am 18. Juni 1997 seinen Rücktritt ein.
Der Abmachung zwischen beiden Parteien zog Präsident Demirel einen Strich durch die Rechnung: er beauftragte nicht Çiller, sondern Yılmaz mit Gründung der Regierung. Die 55. Regierung wurde am 30. Juni 1997 zwischen der Mutterlandspartei, der Demokratischen Linkspartei und der Demokratischen Türkei-Partei (die von Politikern, die aus Protest gegen die Koalition mit der Wohlfahrtspartei die Partei des Rechten Weges verlassen hatten, kürzlich gegründet worden war) gebildet.

## Schließung der Partei
Derweil hatte der Generalstaatsanwalt des Obersten Gerichtshofs Vural Savaş am 21. Mai 1997 ein Schließungsverfahren gegen die Wohlfahrtspartei mit der Begründung, die Wohlfahrtspartei sei zum Brennpunkt anti-laizistischer Aktivitäten geworden, eröffnet. Das Verfassungsgericht fällte am 16. Januar 1998 das Urteil zur Schließung der Wohlfahrtspartei.
Am 28. Februar 1998 wurde die Partei dann endgültig geschlossen.
Das Urteil führte zu einem Verfahren vor dem Europäischen Gerichtshof für Menschenrechte, der hinsichtlich des Schließungsurteils allerdings keine Menschenrechtsverletzungen feststellte.
Bereits im Dezember 1997 hatten Anhänger der RP um Erbakans Anwalt İsmail Alptekin in Antizipation des Verbots die Fazilet Partisi (Tugendpartei) als faktische Nachfolgerin gegründet. Diese wurde 2001 wiederum vom Verfassungsgericht verboten.